# Il previtocciolo
Il previtocciolo è un romanzo autobiografico di Don Luca Asprea, pseudonimo di Carmine Ragno.

## Trama
Siamo agli inizi del novecento, i fatti narrati da don Luca Asprea sono quelli di Oppido Mamertina, una povera cittadina dell'entroterra tirrenico calabrese, emblema di una Regione, la Calabria, in cui sono ancora vive le ferite del terremoto del 1908 che ha distrutto Reggio Calabria e Messina, e raso al suolo moltissimi centri limitrofi.

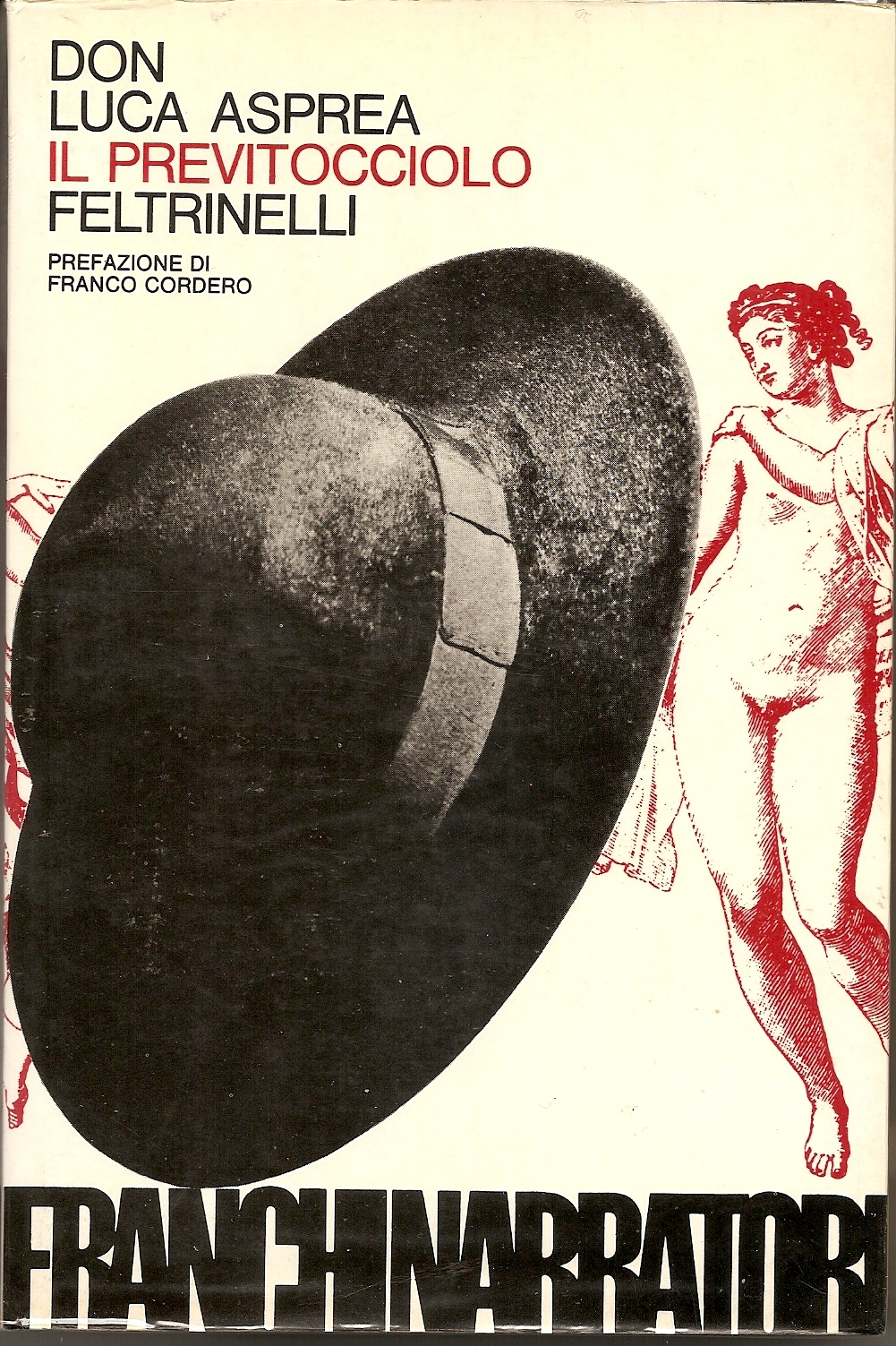
Il Previtocciolo, Don Luca Asprea, Milano, Feltrinelli, 1971 - (coll. Angelo Bastone)

Don Luca descrive con dovizia di particolari alcuni quartieri fatiscenti della propria città, le vecchie baracche, che hanno sostituito le catapecchie sbriciolate, i palazzi diruti e, principalmente, la gente povera che si muove con naturalezza tra la sporcizia. Dalla descrizione emerge una società che non è più pagana né ancora cristiana; i costumi della gente sono ancora selvaggi e quasi belluini. Su tutto incombe la rassegnazione come se la povertà, il degrado e la diffusa ignoranza facessero parte dell'ordine ontologico dell'Essere, e non dipendessero invece dal sottosviluppo dovuto principalmente a malgoverno vecchio e nuovo. Don Luca, raccontando la sua vita, offre uno spaccato sul modus vivendi della gente del posto evidenziandone lo stato di prostrazione: descrive la sporcizia che domina ovunque nelle strade, nei tuguri, nelle persone e nel seminario entro i cui bagni i previtoccioli hanno scritto con gli escrementi "W il Papa", il fascismo che ad Oppido Mamertina si manifesta spesso in veste carnascialesca e caricaturale, la religiosità della povera gente che nulla ha a che fare con il messaggio evangelico, la superstizione mista a pratiche magiche e una sessualità pre-morale e claustrofobica che vede nelle vicende amorose di Nuccio e una ragazza adolescente motivo di scandalo. Dal racconto emerge una Calabria ancora arretrata, affamata, ignorante, analfabeta, senza Stato, nella quale le strutture produttive e socio-culturali sembrano dominate dalla categoria dell'Essere eterno ed immutabile.

## Edizione
- Don Luca Asprea, Il previtocciolo, Milano, Feltrinelli, 1971, prefazione di Franco Cordero; 2. ed. riveduta e ampliata, con introduzione di Pasquino Crupi e saggi di Antonio Piromalli e Franco Cordero, Cosenza, Pellegrini, 2004